# Oyonnax

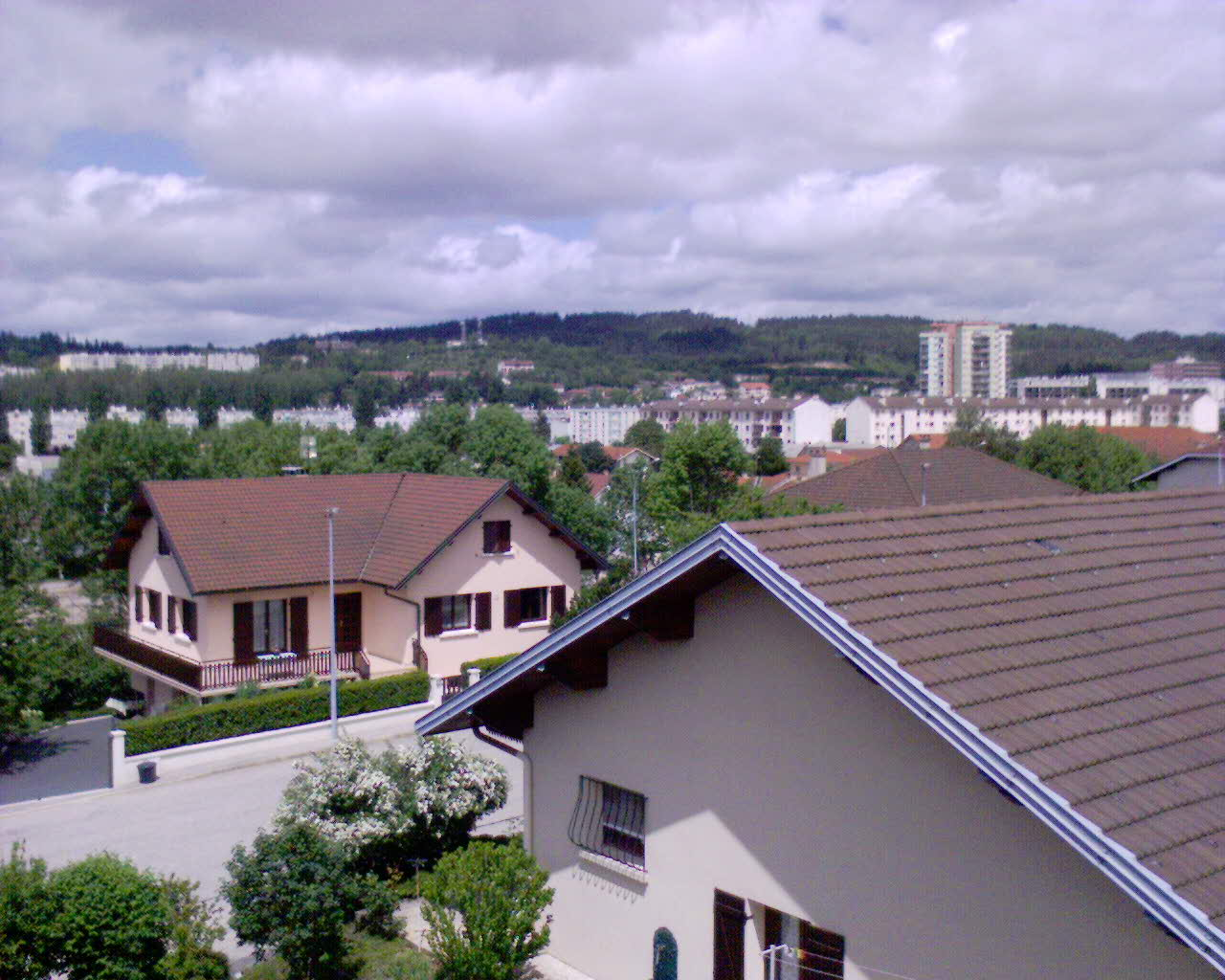

Oyonnax är en kommun i departementet Ain i regionen Auvergne-Rhône-Alpes i östra Frankrike. Kommunen ligger  i kantonen Oyonnax-Sud som ligger i arrondissementet Nantua. Kommunens areal är 36,37 km². År 2022 hade Oyonnax 22 378 invånare.
Oyonnax ligger i Jurabergen och är näst störst stad i departementet Ain. Orten är känd för sin plastindustri.

## Befolkningsutveckling
Antalet invånare i kommunen Oyonnax
Referens: INSEE